# 柏木博
柏木 博（かしわぎ ひろし、1946年7月6日 - 2021年12月13日）は、日本のデザイン評論家、武蔵野美術大学名誉教授。兵庫県神戸市出身。
近代日本デザイン史、広告論、都市論を中心として研究。デザインを通して近代社会を考察した。著書に『日用品のデザイン思想』(1984年)、『「しきり」の文化論』(2004年)、『日記で読む文豪の部屋』(2014年)など。

## 来歴
1970年武蔵野美術大学産業デザイン学科卒。卒業後、自宅アパートでデザイン論・デザイン史を研究し始める。
編集者などを経て、1983年東京造形大学助教授。
1994年勝見勝賞受賞。
文化庁芸術選奨選考委員となる。
1996年武蔵野美術大学（近代デザイン史）教授。
2000年文化庁メディア芸術祭審査委員。2017年武蔵野美大を定年退職、名誉教授。
2021年12月13日、敗血症のため死去、喪主は妻が務めた、またがんを患っていた。

## 人物
デザイン評論家として活動。企業デザインアドバイザー。その他、企業や展示の監修も務める。

## 出演番組
- ナイトジャーナル（NHK総合）

## 著書
- 『近代日本の産業デザイン思想』晶文社 1979
- 『おもちゃの神話 近代玩具の諸相』毎日新聞社・毎日選書 1981
- 『日用品のデザイン思想』晶文社 1984
- 『道具の政治学』冬樹社 1985
- 『欲望の図像学』未来社 1986
- 『デザイン戦略』講談社現代新書、1987
- 『肖像のなかの権力　近代日本のグラフィズムを読む』平凡社(イメージ・リーディング叢書)1987  のち講談社学術文庫
- 『日常図鑑 批評のクロノロジー』未来社 1988
- 『ミクロユートピアの家族』筑摩書房 1988
- 『カプセル化時代のデザイン』晶文社 1988
- 『電子デザインの詩学 テクノロジーと世紀末都市』PARCO出版局 1988
- 『道具とメディアの政治学』未来社 1989
- 『デザイン都市 デザイン・クロニクル 1987-1992』1992 (INAX叢書)
- 『デザインの20世紀』日本放送出版協会(NHKブックス) 1992
- 『ユートピアの夢 20世紀の未来像』未来社 1993
- 『家事の政治学』青土社、1995　のち岩波現代文庫
- 『世紀末の未来都市 変わりゆく空間とデザイン』ジャストシステム 1995
- 『芸術の複製技術時代 日常のデザイン』岩波近代日本の美術 9 岩波書店 1996
- 『20世紀をつくった日用品 ゼム・クリップからプレハブまで』晶文社 1998
- 『ファッションの20世紀―都市・消費・性』(NHKブックス) 1998
- 『日用品の文化誌』1999 岩波新書
- 『色彩のヒント』（平凡社新書、2000）
- 『家具のモダンデザイン』淡交社 2002
- 『モダンデザイン批判』岩波書店 2002
- 『20世紀はどのようにデザインされたか』晶文社 2002
- 『「しきり」の文化論』2004 (講談社現代新書)
- 『デザインの教科書』講談社現代新書 2011
- 『探偵小説の室内』白水社、2011
- 『わたしの家 痕跡としての住まい』亜紀書房 2013
- 『日記で読む文豪の部屋』白水社 2014
- 『視覚の生命力 イメージの復権』岩波書店, 2017.8

### 共編著・監修
- 『文化としてのエイズ 身体・メディア・権力』高橋敏夫共著 亜紀書房 1987
- 『イメージとしての<帝国主義>』小倉利丸共編著 青弓社 クリティーク叢書　1990
- 『現代デザイン事典』伊東順二共編 平凡社 1997
- 『文化退国、日本。』紀田順一郎,荒俣宏共著 ジャストシステム 1997
- 『デザイン・テクノロジー・市場』嶋田厚,吉見俊哉共編 東京大学出版会(情報社会の文化　1998
- 『ネフのおもちゃ』クルト・ネフ共著 アムズ・アーツ・プレス 2000
- 『日本人の暮らし 20世紀生活博物館』小林忠雄,鈴木一義共編 講談社 2000
- 『動物園というメディア』渡辺守雄,他8人共編 青弓社 2000
- 『普請の顛末 デザイン史家と建築家の家づくり』中村好文共著 岩波書店 2001
- 『玩物草子 スプーンから薪ストーブまで、心地良いデザインに囲まれた暮らし』平地勲共著 平凡社(コロナ・ブックス)　2008
- 『近代デザイン史』監修 武蔵野美術大学出版局 2006
- 『デザイン/近代建築史 1851年から現代まで』松葉一清共著 鹿島出版会 2013
- 『江戸のデザイン図鑑』監修. 河出書房新社, 2019.6
- 『がんから始まる生き方』養老孟司,中川恵一共著. NHK出版新書 2019.7